# IKon 2018 Continue Tour
iKON 2018 Continue Tour é a primeira turnê mundial do grupo sul-coreano iKON, em apoio ao segundo álbum de estúdio Return. A turnê está programado para visitar a Coreia do Sul, Taiwan, Tailândia, Malásia, Singapura, Filipinas, Hong Kong, Indonésia e Austrália, com mais países a serem anunciados.A turnê começou em 18 de agosto de 2018 em Seul na Olympic Gymnastics Arena.

## Preparações
Em 2 de julho, foi anunciado pela YG Entertainment que o iKON realizaria uma turnê na Ásia e visitaria oito cidades. Isso marca a segunda turnê asiática do grupo após a turnê de 2016, IKoncert 2016: Showtime Tour'', durante o período em que fizeram dois anos de turnê intensiva, principalmente no Japão, reuniram cerca de 800.000 fãs. Uma série de teasers foram lançados em julho, revelando os pensamentos dos membros sobre a próxima turnê mundial e revelando que o conceito da turnê é Uma Estrada Sem fim, que indica o caminho futuro do iKON.
Em agosto, o iKON anunciou que a turnê visitaria a Austrália pela primeira vez, com dois shows em Sydney e Melbourne.

## Data dos shows
| Data                   | Cidade       | País          | Local                    | Comparecimento |
| Ásia                   | Ásia         | Ásia          | Ásia                     | Ásia           |
| ---------------------- | ------------ | ------------- | ------------------------ | -------------- |
| 18 de agosto de 2018   | Seul         | Coreia do Sul | Olympic Gymnastics Arena | —              |
| 22 de setembro de 2018 | Taipé        | Taiwan        | NTSU Arena               | 3,500          |
| 13 de outubro de 2018  | Kuala Lumpur | Malásia       | Malawati Stadium         | 7,000          |
| October 19, 2018       | Bangkok      | Tailândia     | Thunder Dome             | 5,000          |
| 20 de outubro de 2018  | Bangkok      | Tailândia     | Thunder Dome             | 5,000          |
| Oceânia                |              |               |                          |                |
| 25 de outubro de 2018  | Sydney       | Austrália     | Big Top Sydney           | —              |
| 27 de outubro de 2018  | Melbourne    | Austrália     | Festival Hall            | —              |
| Ásia                   |              |               |                          |                |
| 4 de novembro de 2018  | Singapura    | Singapura     | The MAX Pavilion         | —              |
| 11 de novembro de 2018 | Manila       | Filipinas     | Mall of Asia Arena       | 18,000         |
| 18 de novembro de 2018 | Jacarta      | Indonésia     | Tennis Indoor Senayan    | ASA            |
| 25 de novembro de 2018 | Hong Kong    | Hong Kong     | AsiaWorld–Arena          | ASA            |
| 6 de janeiro de 2019   | Seul         | Coreia do Sul | Olympic Gymnastics Arena | —              |